# Nuevo Estadio de Malabo
Nuevo Estadio de Malabo is een multifunctioneel stadion in Malabo, Equatoriaal-Guinea. Het wordt vooral gebruikt voor voetbalwedstrijden. Het stadion heeft een capaciteit van 15.250 zitplaatsen en werd in 2007 geopend.
Het is de thuisbasis van de nationale voetbalploeg van Equatoriaal-Guinea. Het Nuevo Estadio de Malabo was van de gaststadions voor het Afrikaans kampioenschap in 2012, en was gastheer van de finale van de Women's African Nations voetbal cup in 2008.
Ook de voetbalclubs Atletico Malabo, Atletico Semu, Deportivo Unidad, Sony Ela Nguema , The Panthers FC en Vegetarianos spelen alle hun competitiewedstrijden in dit stadion.
Estadio de Bata (Bata) · Nuevo Estadio de Malabo (Malabo) · Estadio de Mongomo (Mongomo) · Nuevo Estadio de Ebebiyín (Ebebiyín)